# Ilie Balaci
Ilie Balaci (13. září 1956, Bistreț – 21. října 2018, Craiova) byl rumunský fotbalista a trenér.
Hrál na postu záložníka, hlavně za Universitateu Craiova.

## Hráčská kariéra
Ilie Balaci hrál na postu záložníka za Universitateu Craiova, Olt Scornicești a Dinamo București.
Za Rumunsko hrál 65 zápasů a dal 8 gólů. Byl kapitánem v úspěšné kvalifikaci o Euro 1984, ale nejel na něj kvůli zranění.

## Trenérská kariéra
Balaci trénoval mnoho klubů, hlavně v arabských zemích.

## Úspěchy

### Hráč
Universitatea Craiova
- Liga I: 1974, 1980, 1981
- Cupa României: 1977, 1978, 1981, 1983

Individuální
- Rumunský fotbalista roku: 1981, 1982

### Trenér
Club Africain Tunis
- Tuniská liga: 1992
- Tuniský pohár: 1992
- Africký pohár mistrů: 1992
- Afro-asijský pohár: 1992

Olympique Casablanca
- Marocká liga: 1994
- Marocký pohár: 1993
- Arabský pohár vítězů pohárů: 1993, 1994

Al Shabab
- Liga SAE: 1995

Al Nasr
- Liga mistrů Perského zálivu: 1997

Al Hilal
- Saúdskoarabská liga: 1998
- Liga mistrů Perského zálivu: 1998
- Superpohár AFC: 2000
- Saúdskoarabský pohár: 2003

Al Ain
- Prezidentský pohár SAE: 1999
- Liga SAE: 2000

Al Sadd
- Arabský pohár mistrů: 2001

Al Ahli
- Prezidentský pohár SAE: 2004

Al-Hilal Chartúm
- Súdánská liga: 2016